# Kottermühle
Kottermühle, teils auch als Dingershammer, Weckskotten oder Hüllstrungsmühle bezeichnet, war eine Ortslage in der bergischen Großstadt Solingen. Sie ging auf eine dort befindliche Wassermühle zurück.

## Lage und Beschreibung
Der heute wüst gefallene Ort Kottermühle befindet sich im Norden des Stadtbezirks Burg/Höhscheid an der Grenze zu Solingen-Mitte. Die Wüstung liegt im Nacker Bachtal, das sich zwischen den beiden auf Höhenrücken verlaufenden Straßen Mangenberger Straße und Katternberger Straße befindet. Die Wüstung der Mühle befindet sich an einem Südufer des Nacker Bachs ungefähr auf der Hälfte des Weges von Kotterheidberg zum Kotter Hammer. Dort quert eine kleine Fußgängerbrücke den Bach, die zur Hofschaft Kotten führt. An der Wüstung führt ein Wanderweg vorbei, Reste der Mühle sind hingegen nicht erkennbar.
Benachbarte Orte sind bzw. waren (von Nord nach West): Kotten, Ernenkotten, Kotterheidberg, Stübchen, Hossenhaus, Kotter Hammer und Geilenberg.

## Geschichte
Die Kottermühle am Ufer des Nacker Bachs wurde abwechselnd als Hammerwerk, Schleifkotten und Getreidemühle genutzt, wobei die letztere Nutzung ihr den später noch gebräuchlichen Namen gab. Im Jahre 1715 ist der Ort in der Karte Topographia Ducatus Montani, Blatt Amt Solingen, von Erich Philipp Ploennies als Reckhammer verzeichnet, aber nicht benannt. Die spätere Mühle wurde in den Ortsregistern der Honschaft Katternberg innerhalb des Amtes Solingen geführt. Die Topographische Aufnahme der Rheinlande von 1824 verzeichnet den Ort unbenannt, ebenso wie die Preußische Uraufnahme von 1844. In der Karte vom Kreise Solingen aus dem Jahr 1875 des Solinger Landmessers C. Larsch ist der Ort als Weckskotten verzeichnet. Die Preußische Neuaufnahme von 1892 verzeichnet den Ort als Kotter-M.
Der Ort gehörte nach Gründung der Mairien und späteren Bürgermeistereien zur Bürgermeisterei Höhscheid, die im Jahre 1856 das Stadtrecht erhielt, und lag dort in der Flur II. Pilghausen. An der Kottermühle wurde am 1. Juli 1882 eine private Badeanstalt eröffnet.
Mit der Städtevereinigung zu Groß-Solingen im Jahre 1929 wurde Kottermühle ein Ortsteil Solingens. Wann der Mahlbetrieb eingestellt wurde und die Mühle abgerissen wurde, ist nicht bekannt. Die Mühle ist im Solinger Stadtplan noch bis nach dem Zweiten Weltkrieg verzeichnet, später fiel der Ort brach. Nach dem Ort ist allerdings bis heute die Kottermühlenstraße benannt, die am Stübchen von der Katternberger Straße abzweigt.